# Massakory
Massakory è un centro abitato e sottoprefettura del Ciad, capoluogo della provincia di Hadjer-Lamis e capoluogo del dipartimento di Dagana.